# Shippados
Shippados é uma série de televisão brasileira produzida exclusivamente para o Globoplay. A obra de Alexandre Machado e Fernanda Young (última criação de Young para a televisão, que faleceu em 25 de agosto de 2019) tem direção artística e geral de Patricia Pedrosa e direção de Renata Porto d’Ave e Ricardo Spencer. A primeira temporada estreou em 7 de junho de 2019 no Globoplay e seu primeiro episódio foi ao ar na televisão em 18 de junho.
A série é protagonizada por Tatá Werneck e Eduardo Sterblitch. Conta ainda com Luis Lobianco, Clarice Falcão, Júlia Rabello, Rafael Queiroga e Yara de Novaes.
Foi exibida na TV Globo, de 12 a 29 de janeiro de 2021, de terça à sexta; na faixa das 23h.

## Enredo
Enzo (Eduardo Sterblitch) e Rita (Tatá Werneck) se conhecem num bar após abandonarem seus respectivos encontros catastróficos e perceberem que têm muito em comum – inclusive o azar no amor, resolvendo assim dar uma chance ao relacionamento. Em meio às tentativas frustradas de planejar momentos românticos perfeitos, os dois vão se conhecendo e se aproximando cada vez mais, compartilhando traumas de infância, amigos inconvenientes, dramas familiares e situações bem constrangedoras.

## Elenco

### Principal
| Intérprete         | Personagem         |
| ------------------ | ------------------ |
| Tatá Werneck       | Rita Tenório Lima  |
| Eduardo Sterblitch | Enzo Trindade      |
| Luis Lobianco      | Valdir Wasconcelos |
| Clarice Falcão     | Brita              |
| Júlia Rabello      | Suzete             |
| Rafael Queiroga    | Hélio              |
| Yara de Novaes     | Dolores Tenório    |

### Participações especiais
| Lista de participações especiais | Lista de participações especiais | Lista de participações especiais |
| Intérprete                       | Personagem                       | Episódio                         |
| -------------------------------- | -------------------------------- | -------------------------------- |
| Louise D'Tuani                   | Monica                           | Você shippa?                     |
| Johnnas Oliva                    | Thiago                           | Você shippa?                     |
| Kelzy Ecard                      | Elza                             | Você shippa?                     |
| Beto Vandesteen                  | Advogado                         | Você shippa?                     |
| Bruno Sigrist                    | Moço do aplicativo               | Você shippa?                     |
| Késia Estácio                    | Moça do aplicativo               | Você shippa?                     |
| Cirillo Luna                     | Amigo da Monica                  | Você shippa?                     |
| Pedro Fasanaro                   | Recepcionista                    | Deletados                        |
| Antônio Destro                   | Francisco Lima                   | Flopados                         |
| Jorge Lucas                      | Locutor de Maricá                | Flopados                         |
| Eber Inácio                      | Borracheiro                      | Flopados                         |
| Maria Pompeu                     | Rosa                             | Logados                          |
| Bia Guedes                       | Recepcionista                    | Linkados                         |
| Chico Mello                      | Dono do Bar                      | Linkados                         |
| Giovanna Lancellotti             | Nena                             | Desconectados                    |
| Adriano Petermann                | Garçom                           | Desconectados                    |
| Giovanna Lancellotti             | Nena                             | Bloqueados                       |
| Kelzy Ecard                      | Elza                             | Bloqueados                       |
| Antônio Pedro                    | Eriwaldo                         | Plugados                         |
| Bri Fiocca                       | Licinha                          | Plugados                         |
| Antonio Pedro                    | Eriwaldo                         | Zoados                           |
| Bri Fiocca                       | Licinha                          | Zoados                           |
| Fábio Herford                    | Cleber                           | Zoados                           |
| Renata Gouwy                     | Cliente de supermercado          |                                  |

## Episódios
| Temporada | Temporada | Episódios | Episódios | Originalmente lançado |
| --------- | --------- | --------- | --------- | --------------------- |
|           | 1         | 12        | 12        | 7 de junho de 2019    |

### 1.ª Temporada (2019)
| N.º na série | N.º na temp. | Título          | Dirigido por | Escrito por | Lançamento         |
| ------------ | ------------ | --------------- | ------------ | ----------- | ------------------ |
| 1            | 1            | "Você shippa?"  | ASA          | ASA         | 7 de junho de 2019 |
| 2            | 2            | "Bugados"       | ASA          | ASA         | 7 de junho de 2019 |
| 3            | 3            | "Deletados"     | ASA          | ASA         | 7 de junho de 2019 |
| 4            | 4            | "Titados"       | ASA          | ASA         | 7 de junho de 2019 |
| 5            | 5            | "Trollados"     | ASA          | ASA         | 7 de junho de 2019 |
| 6            | 6            | "Flopados"      | ASA          | ASA         | 7 de junho de 2019 |
| 7            | 7            | "Logados"       | ASA          | ASA         | 7 de junho de 2019 |
| 8            | 8            | "Linkados"      | ASA          | ASA         | 7 de junho de 2019 |
| 9            | 9            | "Desconectados" | ASA          | ASA         | 7 de junho de 2019 |
| 10           | 10           | "Bloqueados"    | ASA          | ASA         | 7 de junho de 2019 |
| 11           | 11           | "Plugados"      | ASA          | ASA         | 7 de junho de 2019 |
| 12           | 12           | "Zoados"        | ASA          | ASA         | 7 de junho de 2019 |